# Armand de Brignac
Armand de Brignac, couramment appelé « L’as de pique » par rapport à son logo, est le nom du vin de Champagne tête de cuvée produit par Champagne Cattier et vendu en bouteille métallisée opaque. La première cuvée de la marque, Armand de Brignac Brut Gold, est identifiable par sa bouteille dorée ornée d’une étiquette en étain représentant un as de pique,.
Il a été annoncé le 5 novembre 2014 que Jay-Z se portait acquéreur d’Armand de Brignac.
Les Champagnes Armand de Brignac sont produits dans un style multi-vintage (tout comme la Grande Cuvée de Krug), et la cuvée Brut Gold est un assemblage des cépages Pinot Noir, Meunier et Chardonnay. Deux autres cuvées, un rosé et un blanc de blancs (100% Chardonnay), ont vu le jour en 2008. En 2015, la gamme s'est encore élargie avec l'arrivée d'un demi-sec et d'un blanc de noirs (100% Pinot Noir).
La marque Armand de Brignac appartient, depuis décembre 2007, à la société américaine : Ace of Spades Holdings, LLC, Delaware, 540 W. 26th Street, 10001, New York, NY.

## Histoire
Au début du XXIe siècle, la famille Cattier commence à mettre de côté des lots de vin de réserve dans le cadre d’un nouveau projet de champagne de grand prestige. Les premières bouteilles d’Armand de Brignac Brut Gold quittent leurs caves françaises en 2006.
Le nom « de Brignac » est déposé par la famille Cattier à la fin des années 1940 ou au début des années 1950, selon Jean-Jacques Cattier. C’est sa mère, ayant lu un roman dont l’un des personnages se nomme de Brignac, qui est à l’origine de ce nom. Mise de côté durant des décennies, la marque est relancée à l’occasion de ce nouveau champagne, complétée par le prénom Armand afin de se conformer à la demande du Comité Interprofessionnel du vin de Champagne (CIVC) qui souhaite éviter toute confusion avec trois villages français qui, eux, portent réellement le nom de Brignac (en Corrèze, dans le Morbihan et dans l'Hérault).
En février 2021, Moët Hennessy (groupe LVMH) achète 50 % des parts de la marque au rappeur Jay-Z.

## Champagnes
La gamme Armand de Brignac est constituée de cinq cuvées :
- Armand de Brignac Brut Gold est le produit phare de la famille Cattier, 11e génération de vignerons de Champagne de la Montagne de Reims, dont les premières bouteilles ont été produites en 2006[6]. L’assemblage est généralement composé de 40 % de Pinot Noir, 40 % de Chardonnay et 20 % de Meunier[9].
- Armand de Brignac Rosé fait son entrée en 2008[10]. Sa couleur lui vient de l’inclusion de 12 % de vin rouge tranquille provenant de vignes anciennes, dont les fruits sont de forte intensité aromatique[9]. L’assemblage est généralement composé de 50 % de Pinot Noir, 40 % de Pinot Meunier et 10 % de Chardonnay[9].
- Armand de Brignac Demi-Sec est introduit en 2015. Ce champagne plus sucré comporte 34 g de sucre par litre[11]. L’assemblage est généralement composé de 40 % de Pinot Noir, 40 % de Chardonnay et 20 % de Pinot Meunier.
- Armand de Brignac Blanc de Blancs est un champagne monocépage composé à 100 % de Chardonnay. Le fruit provient de la côte des Blancs, territoire traditionnel du Chardonnay, ainsi que de la Montagne de Reims[9]. Les premières bouteilles sont produites en 2008[10].
- Armand de Brignac Blanc de Noirs est la cuvée la plus rare de la gamme Armand de Brignac, avec moins de 3 000 bouteilles créées chaque année[12]. Ce vin 100 % Pinot Noir est composé de fruits provenant des meilleurs villages viticoles Pinot Noir de la région, notamment Verzenay et Chigny-les-Roses[2],[12]. Les premières bouteilles ont été mises en vente exclusivement chez Harrods en novembre 2015[13].

Chaque champagne de la gamme est composé de trois millésimes.

## Vinification

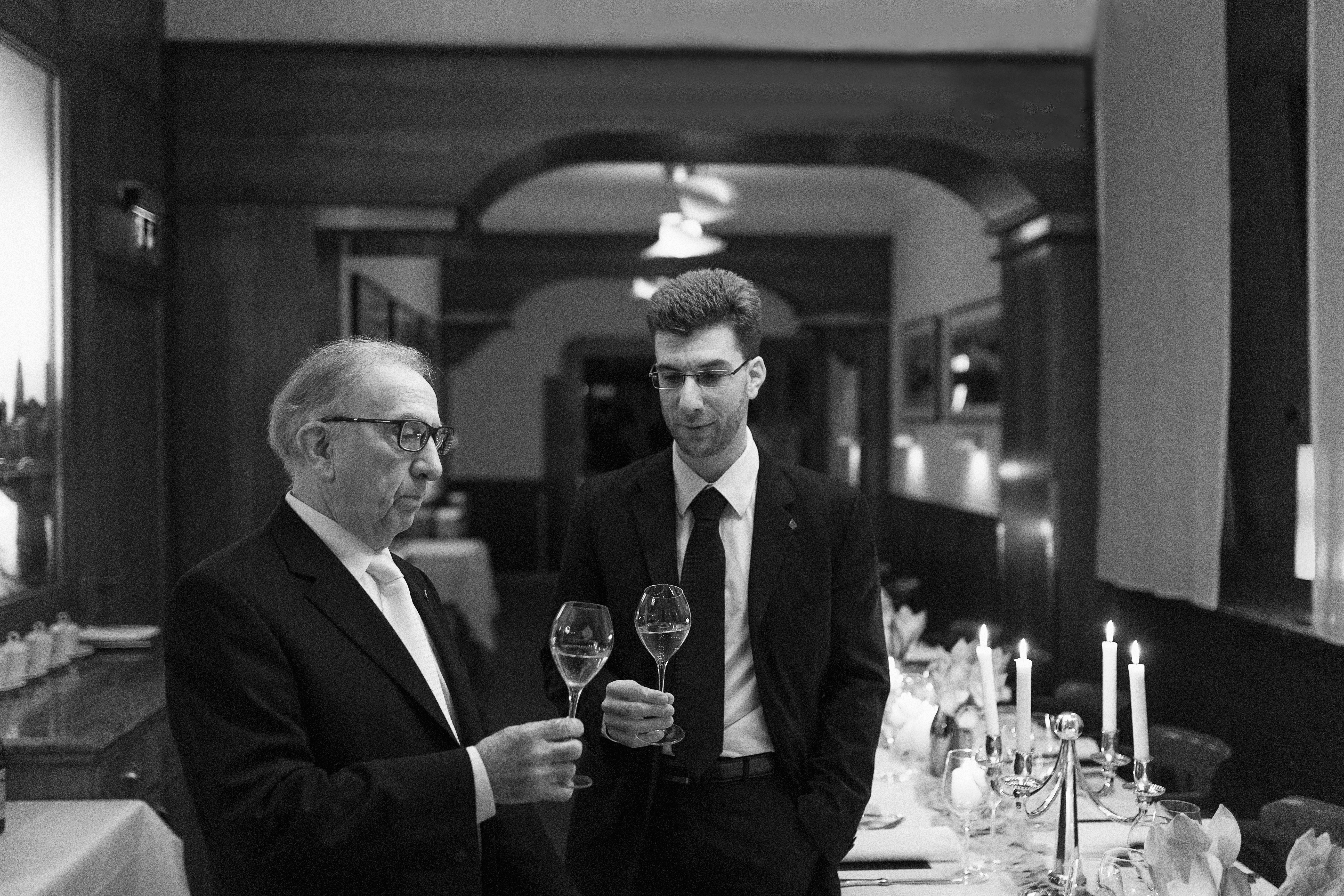
Jean-Jacques et Alexandre Cattier, père et fils viticulteurs et créateurs d'Armand de Brignac

L’équipe Cattier produisant l’Armand de Brignac est dirigée par Jean-Jacques et Alexandre Cattier, vignerons de Champagne incarnant respectivement la 11e et la 13e génération. Du pressage du raisin au moment où les bouteilles quittent leurs caves françaises, 14 personnes interviennent dans le processus de fabrication de l’Armand de Brignac,.
Les champagnes Armand de Brignac sont créés dans le village de Rilly-la-Montagne, dans la Montagne de Reims, une région de la Champagne. Les vendanges ont lieu dans les vignobles de la famille Cattier, d’une surface supérieure à 30 hectares, ainsi que dans une sélection de villages de la région. Les trois cépages de Champagne utilisés sont le Chardonnay, le Pinot Noir et le Pinot Meunier.
D’abord cueilli à la main, le fruit est pressé dans l’une des deux exploitations vinicoles familiales situées à proximité des vignobles. Le premier pressage de 4 000 kilos de raisins offre une cuvée de 20,5 hectolitres de jus, suivie d’une sélection stricte effectuée avant de lancer la fabrication de l’Armand de Brignac,.
Les champagnes reposent sur leur lie dans les caves durant plusieurs années avant d’être dégorgés. L’Armand de Brignac est basé sur un dosage unique composé des meilleurs vins tranquilles vieillis durant une année dans des fûts de chêne français,. Ces fûts sont placés à 9 mètres sous terre : ce serait cette approche qui donnerait au champagne toute sa vie et sa complexité.
Chaque bouteille métallisée est finie à la main, avec l’application d’étiquettes en étain. Puis elle est polie et placée dans un coffret en bois laqué – un processus qui rend chaque bouteille unique. La production annuelle est d’environ 60 000 bouteilles, ce qui est assez faible par rapport à d’autres marques.

## Accueil par la critique
En février 2009, le critique espagnol José Peñín a publié sa propre critique de l’Armand de Brignac Brut Gold En novembre 2009, le magazine Fine Champagne a publié les résultats d’une dégustation à l'aveugle portant sur 1 000 marques de champagne, Armand de Brignac décrochant la première place.
En 2015, le critique vinicole Jancis Robinson MW a donné la note de 18/20 aux nouveaux champagnes Blanc de Noirs et Demi-sec. La même année, le Blanc de Blancs d’Armand de Brignac a reçu une double médaille d’or au concours international du vin de San Francisco. L’Armand de Brignac Brut Gold a également décroché la médaille d’or de ce concours cette année-là.
En 2016, l’Armand De Brignac Blanc De Noirs Assemblage Un (A1) s’est classé à la première place du classement des Blancs De Noirs du magazine Fine Champagne. Au cours de cette même année, Wine Spectator a attribué 92 points à Armand de Brignac, et le comité de dégustation a attribué 92 points à l’Armand de Brignac Brut Gold. Le Blanc de Blancs, quant à lui, s’est vu décerner 94 points. Decanter a décerné 96 points au nouveau Armand de Brignac Blanc de Noirs Assemblage Deux (A2), et 95 points au Brut Gold, contre 93 points pour le Rosé et le Demi-Sec.

## Dans la culture populaire
En 2006, l’apparition de la marque Armand de Brignac dans le clip vidéo de Show Me What You Got de Jay-Z juste avant son lancement a suscité de vives réactions sur les sites spécialisés en hip-hop et en culture populaire, l’artiste venant juste de rompre publiquement sa collaboration avec Cristal,,.
En juin 2011, Mark Cuban a dépensé 90 000 $ pour une bouteille de 15 litres (10 magnums) d’Armand de Brignac pour célébrer le sacre des Dallas Mavericks au championnat de la NBA. Une semaine plus tard, les Bruins de Boston sont allés encore plus loin en s’offrant une bouteille d’Armand de Brignac de 30 litres — connue sous le nom de « Midas » — pour la somme de 100 000 $. Au moment de cet achat, seules six bouteilles Midas étaient à vendre dans le monde. Il s’agit de la plus grosse bouteille de champagne du monde, uniquement fabriquée par Armand de Brignac. Fin juin 2011, la légende américaine du blackjack Don Johnson (en) aurait dépensé 120 000 £ sur une bouteille de champagne Midas d’Armand de Brignac dans la boîte de nuit One For One de Londres, afin de battre le record mondial de la bouteille de champagne la plus chère jamais achetée. Ce soir-là, Johnson a dépensé un total de 170 000 £ (186 000 €) en boissons.